# ماركو فيلو
ماركو فيلو (بالإيطالية: Marco Velo)‏ ولد بتاريخ 9 مارس 1974 في بريشا، هو دراج إيطالي سابق في صنف سباق الدراجات على الطريق.

## وصلات خارجية
- الموقع%20الرسمي

## روابط خارجية
- ماركو فيلو على موقع الاتحاد الدولي للدراجات (الإنجليزية)
- ماركو فيلو على موقع أرشيف الدراجات (الإنجليزية)
- ماركو فيلو على موقع إحصائيات الدراجات الإحترافية (الإنجليزية)
- ماركو فيلو على موقع نسبة الدراجات (الإنجليزية)
- ماركو فيلو على موقع CycleBase (الإنجليزية)